# Wortspiel
Das Wortspiel ist eine rhetorische Figur, die hauptsächlich auf der Mehrdeutigkeit, Verdrehung und Vertauschung (Metathese), Homophonie und anderen Veränderungen beruht. Das Wortspiel erscheint oft humorvoll, parodistisch und geistreich. Beispiele sind Copyleft statt Copyright oder Rättin für Ratte. Auch manche Verballhornungen können als Wortspiel erscheinen.

## Typen

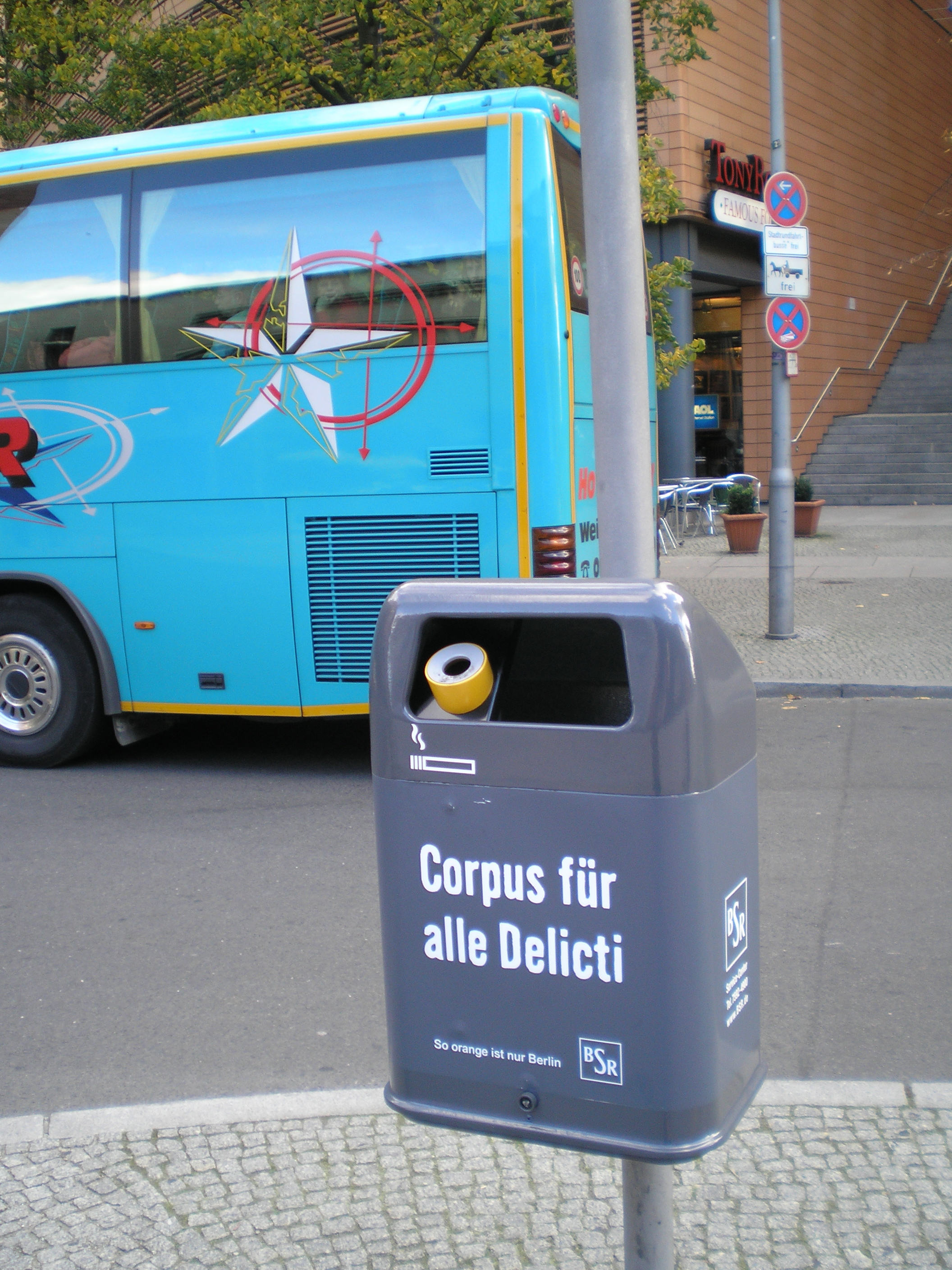
Papierkorb in Berlin mit Wortspiel zu Corpus Delicti

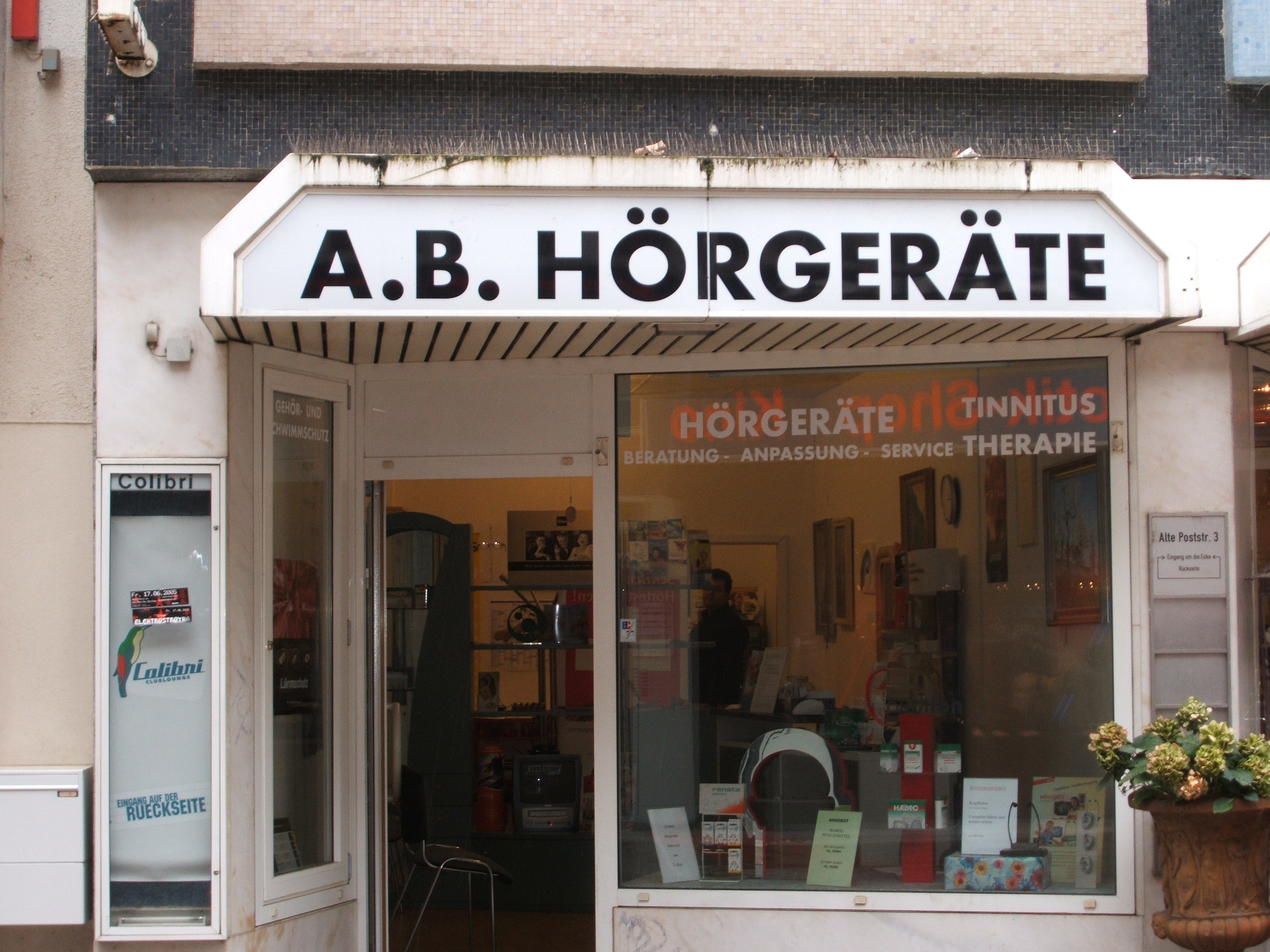
Wortspiel mit Abhörgerät

- Homophonie: Unterschiedliche Wörter, die zufällig gleich klingen, jedoch unterschiedlichen Ursprungs sind und oft auch unterschiedlich geschrieben werden

Wenn es Häute (heute) regnet, wird das Leder billig.
- Ein Sonderfall eines auf Homophonie basierenden Wortspiels, bei dem ein Wort aufgrund eines Verhörers anders, aber mit sinnverwandten Worten transkribiert wird, bezeichnet man im Englischen als Eggcorn (von egg corn statt acorn). Ein Verhörer eines Liedtextes wird auch als „Mondegreen“ (von „laid him on the green“) bezeichnet.

- Polysemie: die Mehrdeutigkeit von Wörtern wird genutzt

„Bist du per Anhalter gekommen?“ – „Wieso?“ – „Du siehst so mitgenommen aus.“
Zu viele Stoppschilder bringen den Fahrer zum Rasen.
- Ein Sonderfall eines auf Polysemie basierenden Wortspiels ist die veränderte Segmentierung von Komposita: Wachs-Tube statt Wach-Stube

- Paronomasie: die klangliche Ähnlichkeit von Wörtern ist die Grundlage

Eile mit Weile – Wer rastet, der rostet – Urbi et orbi
- Ein weiteres auf klanglicher Ähnlichkeit basierendes Wortspiel ist der Malapropismus, bei dem ein Wort durch ein ähnlich klingendes Wort ersetzt wird, das einen absurden Sinn ergibt: Damenkloschwert statt Damoklesschwert

- Anagramm: aus den Buchstaben eines Wortes wird ein neues Wort gebildet: Celan statt Ancel

- Paragramm: ein Wort oder eine feste Wendung wird durch den Austausch einzelner Buchstaben oder Laute abgewandelt, so dass das Vorbild gut erkennbar bleibt

Volk der Dichter und Denker → Volk der Richter und Henker
- Sonderfälle von Paragrammen sind Spoonerismen, bei denen einzelne Phoneme oder Morpheme ausgetauscht werden: Kentucky Fried Chicken → Kentucky schreit ficken

- Sonderfälle von Spoonerismen sind Schüttelreime, die aus einem Doppelreim mit Spoonerismen bestehen (etwa: „Auf den diesjährigen Bachfesten sangen leider nicht die Fachbesten“ oder: „Einst lernt’ er sie als Perle kennen, jetzt geht sie mit de Kerle pennen“).

- Abweichende Silbentrennung: Wörter werden so getrennt, dass sie gelesen einen neuen Sinn ergeben. Der neue Sinn ergibt sich aus dem Kontext, obwohl man die Silbentrennung nicht hört. Der russische Dichter Alexei Krutschonych bezeichnet die Technik als Verfahren der Lyrik als „sdwig“ („Verschiebung“).[3]

„Ich kauf dir Ohrringe von Christian Dior… was passiert denn dann mit denen, Schatz?… du Christian Dior“  (→ du kriegst die an die Ohren).
„Gleich bist du deinen Kopf los. Dann bist du kopflos? Und ich kauf dir ein Kopflos.“
„Ich höre gerne Musik in meinem Mercedes, dafür brauch’ ich mehr CDs.“ (→ Mer-ce-des)
- Es wird mit dem Klang fremdsprachlicher Wörter gespielt, die in einen Satz der eigenen Sprache eingebaut werden

Hu Wäng, lang Jäng (ist Kölsch und bedeutet: Hohe Wände, lange Gänge; klingt aber chinesisch).
E weng zu eng bedeutet: Ein wenig zu eng – Antwort auf die Scherzfrage: „Was heißt Trabant (Automarke der DDR) auf Chinesisch?“
Tschann, schien d’ Sonn’ schon? – D’ Sonn’ schien schon scheen. (Ein Wortspiel mit dem chinesischen Klang der Worte: „Jean, schien die Sonne schon? – Die Sonne schien schon schön.“)
Situs vilate in isse tabernit. (Sieht us wie Latein, isset aber nit. Ein Beispiel für Küchenlatein)
- Wiederholungen
  - Wiederholung gleicher Wörter hintereinander in einem Satz, siehe Liste von Wortwiederholungen
  - Verwendung von unterschiedlichen Wörtern, die gleich ausgesprochen werden, siehe Holoreim
  - Aneinanderreihung von Wörtern, die nur geringfügig im Klang voneinander abweichen, siehe Zungenbrecher

## Konstruktion
Das Wortspiel ist ein Begriff aus der Allgemeinsprache und steht für einen speziellen Umgang mit der Sprache. Diese Verwendung kann geistreich, witzig, sarkastisch, aber auch kalauernd sein. Das Wortspiel bedient sich dabei homographer oder homophoner Wörter und Ausdrücke. Zum Einsatz kommen im Wortspiel zudem mannigfaltige Techniken, wie etwa die Auflösung von Zusammensetzungen, die Ableitung, das „Wörtlichnehmen“, der Vergleich, die Buchstabenumstellung, die Umstellung von Wörtern (s. u.), Akzentverlagerung, leichte Veränderung der graphischen oder lautlichen Gestalt oder das Kofferwort.

## Vorkommen
Wortspiele werden häufig in Aphorismen, Echogedichten, Kalauern (Witzen, die oft auf Wortspielen basieren), Kofferwörtern, Merksprüchen und Zeugmata verwendet. Als eine Spielsprache entstand in Frankreich Verlan aus Buchstaben- oder Silbendrehern. Bei Kindern kommen Wortspiele häufig vor, da die Normen der Erwachsenensprache noch nicht internalisiert sind. Auch ungewollte Wortspiele gibt es fast täglich (siehe Literatur: zum Beispiel „30 Kilo Fieber“).